# Зыбино (деревня, Москва)
Зыбино — деревня в Троицком административном округе Москвы (до 1 июля 2012 года в составе Подольского района Московской области). Входит в состав поселения Клёновское.

## Население
| 1859 | 1890 | 1899 | 1926 | 2002 | 2006 | 2010 |
| ---- | ---- | ---- | ---- | ---- | ---- | ---- |
| 153  | ↘116 | ↘87  | ↗127 | ↘16  | ↘13  | ↘10  |

Согласно Всероссийской переписи, в 2002 году в деревне проживало 16 человек (5 мужчин и 11 женщин). По данным на 2005 год в деревне проживало 13 человек.

## География
Деревня Зыбино расположена в юго-восточной части Троицкого административного округа, примерно в 19 км к юго-западу от центра города Подольска, с которым связана автобусным сообщением.
В 7 км северо-западнее деревни проходит Варшавское шоссе, в 10 км к востоку — Симферопольское шоссе М2, в 7 км к северо-востоку — Московское малое кольцо А107, в 4 км к югу — Большое кольцо Московской железной дороги.
К деревне приписано два садоводческих товарищества (СНТ). Ближайшие населённые пункты — деревни Свитино, Юрово и Никоново. Около деревни Зыбино протекает река Трешня, на которой образованы два больших пруда.

## История

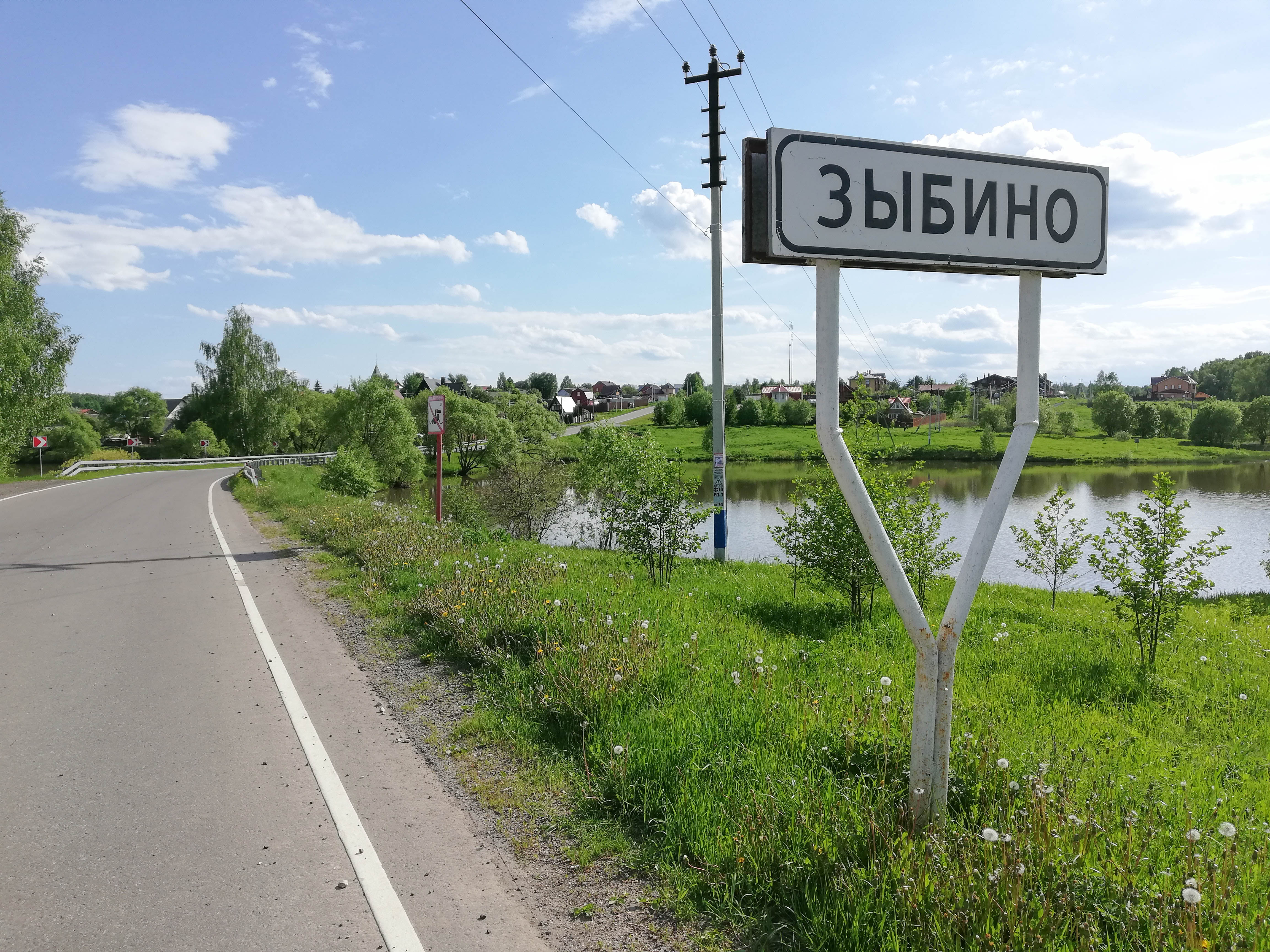
Знак въезда в деревню

В «Списке населённых мест» 1862 года — владельческая деревня 1-го стана Подольского уезда Московской губернии по левую сторону Московско-Варшавского шоссе, из Подольска в Малоярославец, в 21 версте от уездного города и 12 верстах от становой квартиры, при речке Трешне, с 22 дворами и 153 жителями (68 мужчин, 85 женщин).
По данным на 1899 год — деревня Клёновской волости Подольского уезда с 87 жителями.
В 1913 году — 20 дворов, имелось земское училище.
По материалам Всесоюзной переписи населения 1926 года — центр Зыбинского сельсовета Клёновской волости Подольского уезда в 7,5 км от Варшавского шоссе и 8,5 км от станции Столбовая Курской железной дороги, проживало 127 жителей (45 мужчин, 82 женщины), насчитывалось 28 хозяйств, из которых 27 крестьянских.
1929—1963, 1965—2012 гг. — населённый пункт в составе Подольского района Московской области.
1963—1965 гг. — в составе Ленинского укрупнённого сельского района Московской области.
С 2012 г. — в составе города Москвы.